# Trans TV
Trans TV è una rete televisiva indonesiana, proprietà di Trans Corp.